# Michael Chertoff

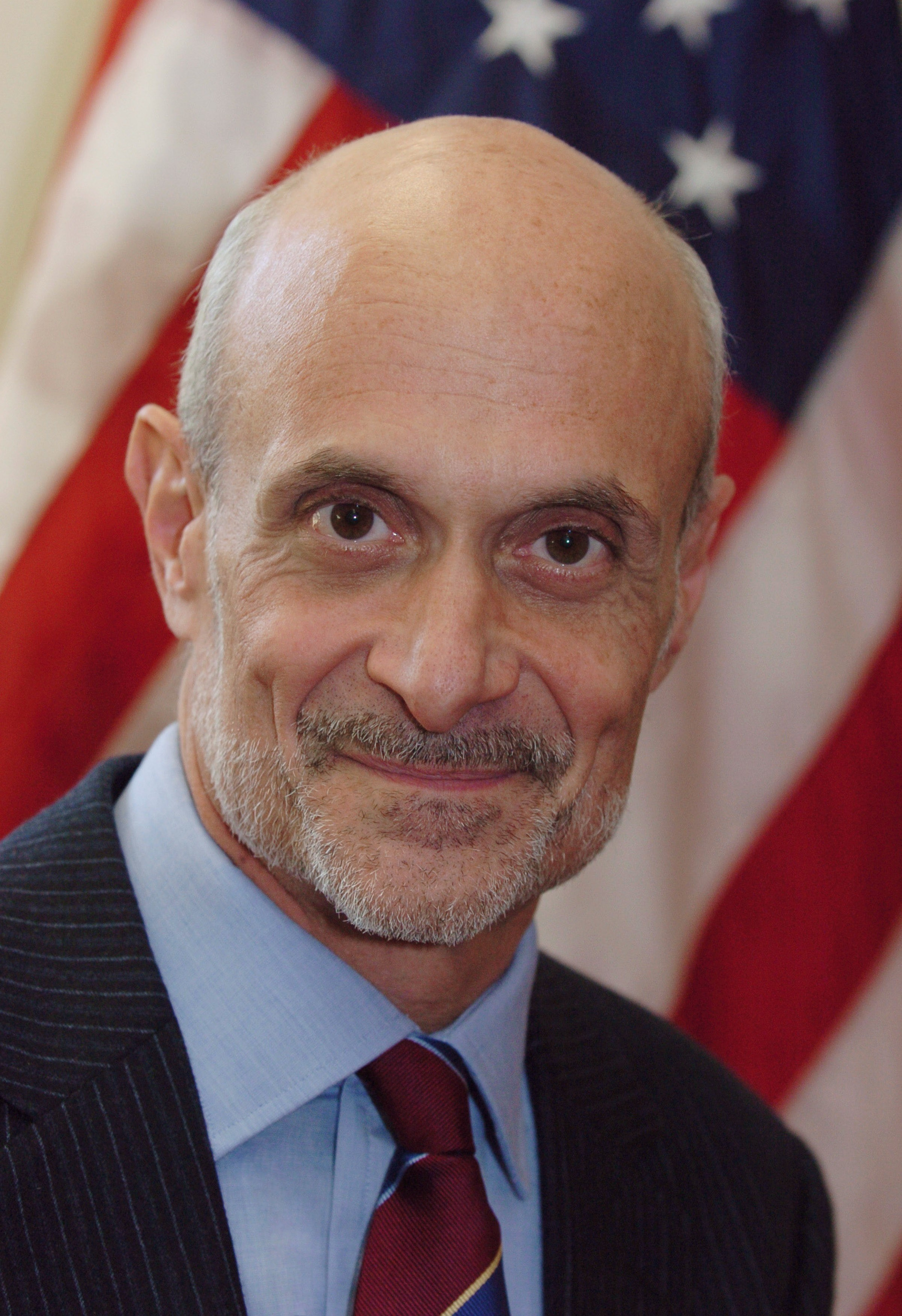
Michael Chertoff (2005)

Michael Chertoff (Elizabeth (New Jersey), 28 november 1953) is een Amerikaanse jurist en politicus.
Op 15 februari 2005 werd Chertoff bevestigd door het Amerikaanse Congres als de nieuwe minister van het departement van Binnenlandse Veiligheid, in Amerika het Department of Homeland Security genoemd. Vanwege de terroristische aanslagen door extremistische moslims op 11 september 2001 werd dit ministerie in het jaar 2002 in het leven geroepen. Het functioneert als een soort superministerie waar tal van overheidsdiensten onder vallen.
Chertoff is de zoon van een rabbijn. Hij en Michael Mukasey zijn de enige Joodse ministers in de regering van George W. Bush. Na zijn rechtenstudie was hij van 1980 tot 1983 advocaat en van 1983 tot 1994 openbaar aanklager; in die laatste hoedanigheid hield hij zich onder andere bezig met rechtszaken tegen de maffia. Hij was destijds assistent van openbaar aanklager Rudy Giuliani, de latere burgemeester van New York. Opmerkelijk was dat president Bill Clinton bij zijn aantreden alle federale aanklagers ontsloeg behalve Chertoff.
Van 1994 tot 2001 was hij weer als advocaat actief. In die periode hield hij zich in 1995 en 1996 namens de Republikeinse Senaatsfractie ook bezig met het onderzoek in het zogeheten Whitewaterschandaal waarin president Clinton verzeild was geraakt. Eveneens onderzocht hij de zelfmoord van een van Clintons medewerkers.
Van 2001 tot 2003, tijdens de bovengenoemde aanslagen, bekleedde hij op het ministerie van Justitie de functie van directeur van de afdeling Criminaliteit. Hij was de aanklager van de zogenoemde 'twintigste kaper' van de aanslagen van 11 september, Zacarias Moussaoui. Op grond van zijn functie als directeur zette hij zich intensief in bij het regeringsonderzoek naar de aanslagen van 11 september. Hierbij richtte hij zich met name op nieuwe wetgeving op het gebied van de bestrijding van terreur.
De Patriot Act, een antiterrorismewet die opsporingsambtenaren grote bevoegdheid geeft om het privéleven van burgers te onderzoeken, was mede zijn verdienste. Vanwege de verreikende consequenties van deze wet is die tamelijk omstreden. Chertoff hanteerde in dat kader de werkwijze om verdachten als kroongetuigen aan te merken, een methode die hij eerder had toegepast in de strijd tegen de maffia. Hierdoor kon hij ze opsluiten zonder ze eerst in staat van beschuldiging te hoeven stellen. Het was een werkwijze die zowel kritiek als bewondering opriep.
Op senator Hillary Clinton na, stemde de Senaat in 2003 met zijn beëdiging als federale rechter in de stad Philadelphia in.
President George W. Bush die tot zijn bewonderaars behoort, beval hem in 2005 als minister aan door erop te wijzen dat Chertoff de verbinding zou hebben gelegd tussen de terroristen van 11 september en het Al Qaida-netwerk en tevens dat Chertoff zich direct na deze aanslagen zou hebben gerealiseerd dat het antiterreurbeleid op preventie gericht zou moeten zijn.
- Gemeinsame Normdatei: 1183004206
- International Standard Name Identifier: 0000 0000 4466 4301
- Library of Congress Control Number: no2002038803
- Nationale Bibliotheek van Letland: 000292570
- National Archives and Records Administration: 10601384
- Nationale Bibliotheek van Tsjechië: mub20211128469
- Nationale Bibliotheek van Israël: 987007352225805171
- SNAC: w6wc1csx
- Système universitaire de documentation: 140224165
- Virtual International Authority File: 68597343
- WorldCat: E39PBJj4rHDd6Cr7Gm3Rv9d84q